# Генрі Дерінджер

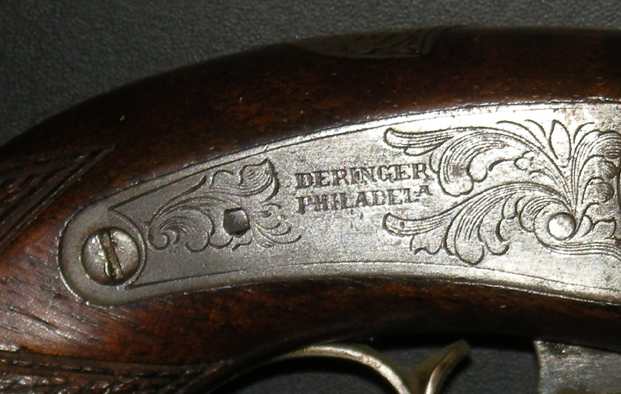
Напис DERINGER/PHILADELA

Генрі Дерінджер (26 жовтня 1786 — 28 лютого 1868) американський зброяр. Найбільш відомий винаходом пістолета, який отримав назву на його честь.

## Ранні роки
Дерінджер народився в Істоні, штат Пенсільванія, 26 жовтня 1786 року, в родині зброяра Генрі Дерінджера ст. (1756—1833) та Катерини Маккуеті (1759—1829). Родина переїхала до Філадельфії де його батько продовжив роботу над гвинтівкою Кентукі, як вишуканою спортивною моделлю та базовою версією для армії США. Він відправив свого сина до Річмонду учнем до іншого зброяра.
Генрі Дерінджер повернувся в Пенсильванію після навчання та відкрив у 1806 році в Філадельфії майстерню на вулиці Тамарінд. Він одружився з Елізабет Голлобуш у Першій реформатській церкві у Філадельфії 5 квітня 1810 року.
Згідно з довідником МакЕлроя, у 1841 році Дерінджер мав будинок/майстерню за адресою вул. Норт-Фронт 370, Нортерн Лібертійс, Пенсильванія, штат Філадельфія.

## Робота
Перші роботи Дерінджера стосувалися військових контрактів, виробництва військових пістолетів, мушкетів та гвинтівок. Серед інших його робіт гвинтівки Model 1814 Common Rifle та Model 1817 Common Rifle. Він випускав комерційні гвинтівки для індіанських племен, для виконання договірних зобов'язань уряду США. Його спеціалізацією стали спортивні гвинтівки та дуельні пістолети. До середини 1840-х років він закінчив роботу над урядовими контрактами.
В 1825 році він розробив свої перші великокаліберні, короткоствольні пістолети, які принесли йому багатство та славу. Пістолети були дульнозарядними одноствольними, інколи двоствольними з розташуванням стволів один над одним, з кременевим замком, які були поширені в той час.
Останні моделі мали капсульний замок, обидва види таких пістолетів випускалися та продавалися одночасно. Для власної зброї Дерінджер розробив новий ударний капсуль, що підняло пістолет на сучасний рівень. Він був новатором; він вдосконалив ударний капсуль приблизно в 1820 році, а почав продавати його в 1830-ті роки або можливо з середини 1820-х.

## Ім'я та торгова марка
Дерінджер ніколи не патентував свої пістолети, а публіка купувала пістолети так швидко, як тільки він їх встигав виготовляти. Результатом цього став подальший розвиток та копіювання його конструкції призвели до появи пістолета Деррінджер (саме з двома літерами-р), який широко виготовлявся іншими компаніями.
Поширення набуло копіювання його конструкції, навіть з відвертою підробкою з копіюванням його контрольних знаків. Одна компанія, навіть, найняла кравця на ім'я «Джон» Дерінджер, що дало їм змогу нанести ім'я Дерінджер на свою зброю. Деякі робітники Дерінджера покинули компанію для випуску власних дублікатів, в той час як інші намагалися максимально точно копіювали його пістолети, а деякі навіть використовували його ім'я та торгову марку Дерінджер. Дерінджер боровся з цими порушеннями більшу частину свого ділового життя. Справа Дерінджер проти Плата, в якій Верховний суд штату Каліфорнія виніс рішення на користь компанії, стало важливою віхою у законодавстві про товарні знаки.

## Смерть

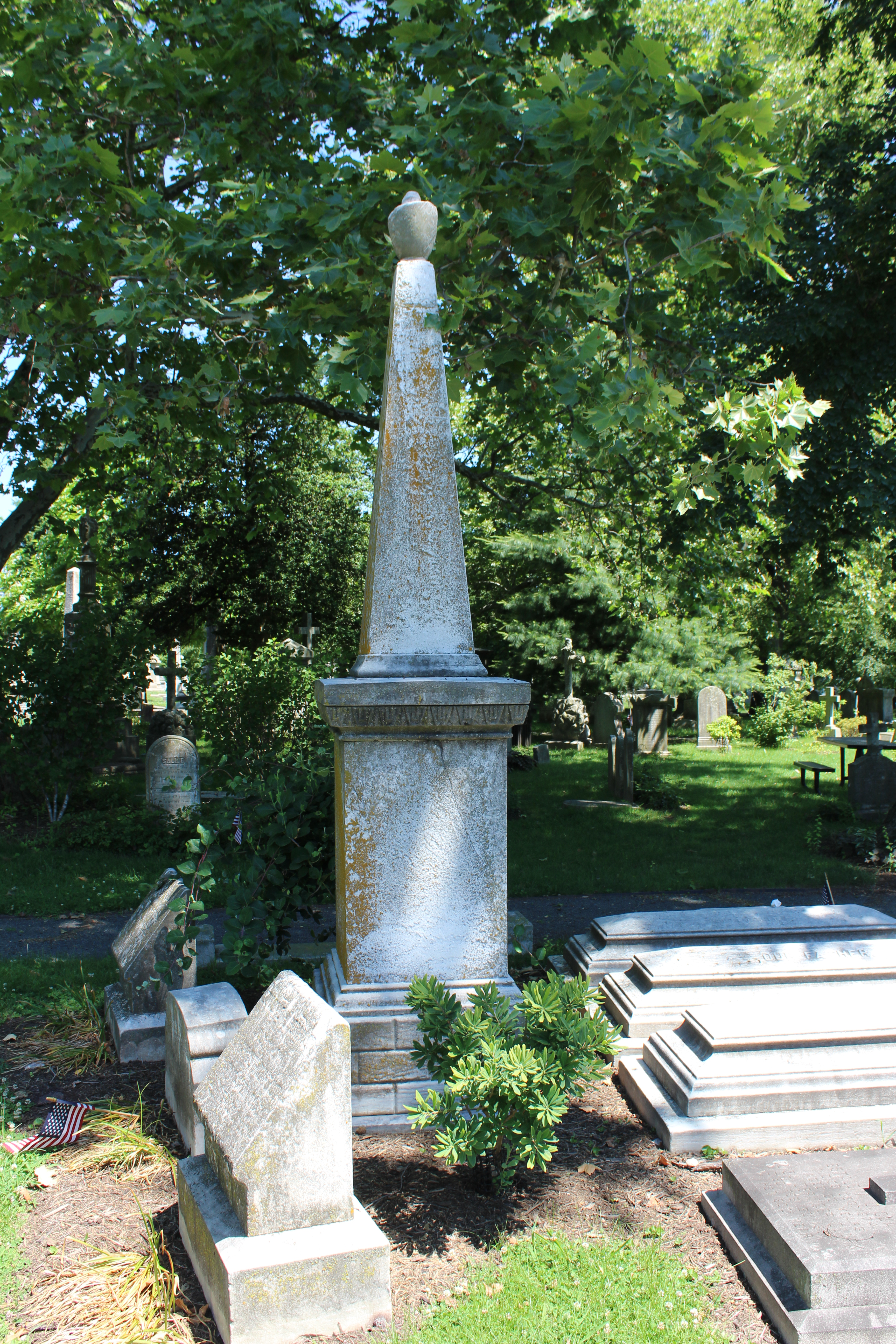
Надгробок Генрі Дерінджера на кладовищі Лорел-Гілл

Дерінджер помер в 1868 році у віці 81 року і був похований на цвинтарі Лорел-Гілл у Філадельфії.

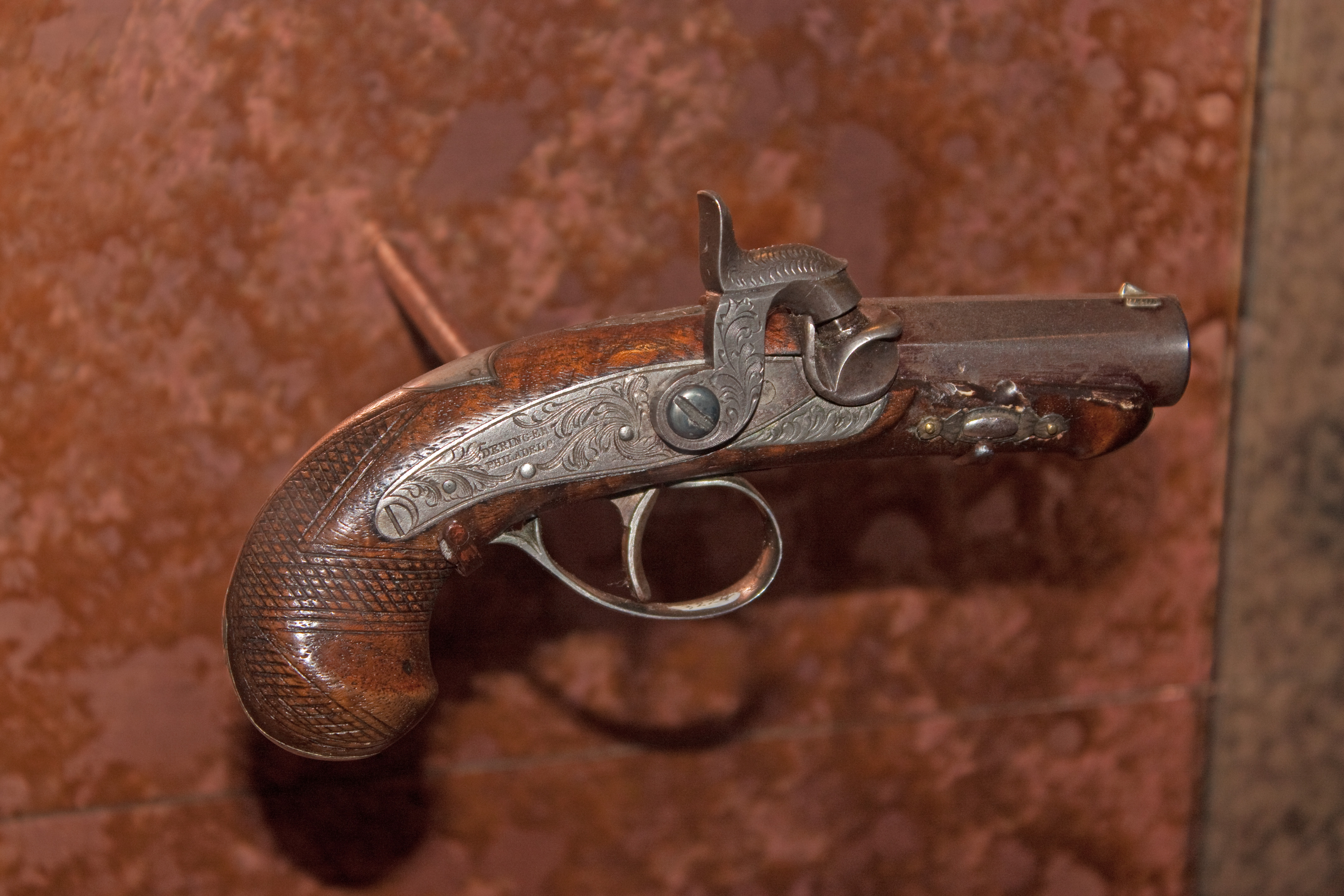
Філадельфійский деррінджер Джона Бута